# Kreolski jezici temeljeni na njemačkom jeziku
Njemački kreolski jezici su jezici koji su temeljeni na njemačkom jeziku, tj. imaju jaki utjecaj tog jezika.
Ti kreolski jezici su (samo jedan je priznat):
- Unserdeutsch - ("naš njemački"), ili rabaulski kreolski njemački je kreolski jezik koji se najvećim dijelom govori u Papui Novoj Gvineji, te u sjeveroistočnoj Australiji. Ovaj jezik nastao je među novogvinejskom djecom koja su živjela u sirotištu kojeg su vodili Nijemci. Danas postoji samo stotinjak govornika ovog jezika, od kojih 15 žive u Novoj Britaniji.
- Küchendeutsch ili crnački njemački je kreolski jezik koji se prije govorio u Njemačkoj Jugozapadnoj Africi, današnjoj Namibiji.

Postoje još mnogi oblici njemačkog jezika koji se govore izvan Europe, kao npr. Belgranodeutsch i Alemán coloneiro.

## Vanjske poveznice
- Ethnologue (14th)
- Ethnologue (15th)